# Кизилтал
Кизилта́л (каз. Қызылтал) — село у складі Бурлінського району Західноказахстанської області Казахстану. Входить до складу Аксайської міської адміністрації.
Населення — 5865 осіб (2021; 3068 у 2009, 359 у 1999, 356 у 1989).